# Kunio Hatoyama
Kunio Hatoyama (jap. 鳩山邦夫 Hatoyama Kunio) (ur. 13 września 1948 w Tokio, zm. 20 czerwca 2016 tamże) – japoński polityk, minister.
Jest politykiem Partii Liberalno-Demokratycznej. Od 27 sierpnia 2007 do 2 sierpnia 2008 był ministrem sprawiedliwości w rządach premierów Shinzō Abe i Yasuo Fukudy. Od września 2008 do 12 czerwca 2009 był ministrem spraw wewnętrznych i łączności w rządzie premiera Tarō Asō.
Kunio Hatoyama był synem polityka Iichirō Hatoyamy, wnukiem premiera Ichirō Hatoyamy oraz bratem Yukio Hatoyamy, również polityka.